# Heidi Peter-Röcher
Heidi Peter-Röcher (* 1960) ist eine deutsche Prähistorikerin. Sie ist seit 2008 Professorin für Vor- und Frühgeschichtliche Archäologie der Julius-Maximilians-Universität Würzburg.

## Leben
Von 1981 bis 1990 studierte sie Ur- und Frühgeschichte, Geologie und Ethnologie an der FU Berlin (1990: Magisterabschluss). Nach ihrer Promotion im Jahre 1993 mit dem Titel ihrer Doktorarbeit, “Kannibalismus in der prähistorischen Forschung” war sie von 1993 bis 2000 Geschäftsführerin der Gesellschaft für Archäologische Denkmalpflege e. V. Berlin. Von 1999 bis 2001 war sie Vorsitzende der Berliner Gesellschaft für Anthropologie, Ethnologie und Urgeschichte und im Anschluss Mitglied des Vorstands und Beirats. Von 2000 bis 2005 war sie wissenschaftliche Mitarbeiterin am Institut für Prähistorische Archäologie der Freien Universität Berlin.
Von 2000 bis 2004 beteiligte sie sich an Ausgrabungen in einer spätbronze-/früheisenzeitlichen Siedlung in Dolgelin. In den Jahren 2005 und 2006 war sie Lehrbeauftragte an der Freien Universität Berlin und erhielt dort parallel dazu ein Habilitationsstipendium. Nach der Habilitation 2007 am Fachbereich Geschichts- und Kulturwissenschaften der Freien Universität Berlin mit dem Titel der Habilitationsschrift “Gewalt und Krieg im prähistorischen Europa”, lehrte sie von 2007 bis 2008 als Privatdozentin an der Freien Universität Berlin. 2007 war sie Lehrbeauftragte an der Julius-Maximilians-Universität Würzburg (Professurvertretung).
Von 2007 bis 2008 war sie Lehrbeauftragte an der Otto-Friedrich-Universität Bamberg (Professurvertretung). Seit 2008 lehrt sie als Professorin am Lehrstuhl für Vor- und Frühgeschichtliche Archäologie der Universität Würzburg. Ihre Forschungsschwerpunkte sind Neolithikum und Eisenzeit in Mitteleuropa, kulturwissenschaftliche Fragestellungen, Sozialarchäologie, Bestattungsriten, Religionsarchäologie, Archäologie und Anthropologie.

## Schriften (Auswahl)
- Kannibalismus in der prähistorischen Forschung. Studien zu einer paradigmatischen Deutung und ihren Grundlagen. Bonn 1994, ISBN 3-7749-2646-8.
- als Herausgeberin mit Cornelia Becker, Marie-Luise Dunkelmann, Carola Metzner-Nebelsick, Manfred Roeder und Biba Teržan: Chronos. Beiträge zur prähistorischen Archäologie zwischen Nord- und Südosteuropa. Festschrift für Bernhard Hänsel. Espelkamp 1997, ISBN 3-89646-381-0.
- Mythos Menschenfresser. Ein Blick in die Kochtöpfe der Kannibalen. München 1998, ISBN 3-406-42062-1.
- Gewalt und Krieg im prähistorischen Europa. Beiträge zur Konfliktforschung auf der Grundlage archäologischer, anthropologischer und ethnologischer Quellen. Bonn 2007, ISBN 3-7749-3504-1.